# Abbazia nel querceto
Abbazia nel querceto (Abtei im Eichwald) è un dipinto a olio su tela del pittore romantico tedesco Caspar David Friedrich, realizzato nel 1810 e conservato all'Alte Nationalgalerie di Berlino.
Nel 1810 Abbazia nel querceto fu esposto insieme a Monaco in riva al mare all'Accademia d'Arte di Berlino ed entrambi i dipinti furono acquistati dal re di Prussia.

## Descrizione
L'opera raffigura una mesta processione di pochissimi frati che, recando la bara di un confratello defunto, sono diretti verso il cancello di un'abbazia medievale diroccata, che nelle forme ricorda molto quella di Eldena, in Germania: dell'edificio sacro non rimane che la grande monofora centrale in stile gotico, ed è talmente distrutto da essere utilizzato come cimitero. Questo funerale avviene in uno scenario di funebre desolazione: oltre al paesaggio di rovine, infatti, gli elementi che più risaltano in questa solitudine di morte sono gli scheletri nudi delle querce, anche loro appartenenti a un'indefinita epoca passata.
Sul lembo di terra in primo piano sono disseminate varie croci nere che sembrano esser composte dalla stessa materia dei monaci, mostrandosene affini anche per la forma e il colore. La parte inferiore dell'opera è immersa in un denso strato di nebbia, che rende ancora più lugubre la spietata nitidezza con cui Friedrich dipinge gli elementi naturali di questo quadro, i quali trasmettono in questo modo una sensazione di inquietudine e smarrimento. La parte più alta dell'abbazia e le sommità delle querce spoglie sono invece illuminate dal sole che sorge, mentre una pallida luna crescente sbiadisce nella luce dell'alba.
Il pennello di Friedrich, inoltre, ricolma l'Abbazia nel querceto con espliciti riferimenti religiosi. L'alba, resa con pennellate di grigio e rosa, rinvia alla vita Eterna, mentre la falce lunare allude all'Avvento di Cristo, così come l'abbazia diroccata rivela un'aspra critica rivolta alle istituzioni religiose. I tre cerchi della monofora si riferiscono alla Trinità Cristiana, mentre le forme accidentate e bizzarre delle querce si riferiscono alla concezione pagana della vita.